# Jerzy Filar
Jerzy Filar (ur. 23 kwietnia 1953 w Rzeszowie) – polski kompozytor i wykonawca piosenek z nurtu piosenki poetyckiej, także autor tekstów i animator kultury.
Dzieciństwo i wczesną młodość spędził w Zakopanem. Absolwent LO im. O. Balzera w Zakopanem i Wojskowej Akademii Technicznej w Warszawie.

## Działalność muzyczna
Zadebiutował w roku 1972, współpracując ze studenckimi grupami muzycznymi. Wiele razy występował na FAMIE w Świnoujściu. W 1975 roku współtworzył grupę Nasza Basia Kochana. Z zespołem tym został laureatem 13. Festiwalu Piosenki Studenckiej w Krakowie w 1976 roku (otrzymał tam nagrodę indywidualną oraz zespołową z grupą). Na festiwalu tym zespół zaprezentował piosenkę „Samba sikoreczka”.
Od początku lat 80. XX wieku występuje samodzielnie. W 1985 roku otrzymał I nagrodę na Krajowym Festiwalu Polskiej Piosenki w Opolu za utwór Star a nie.
Współpracuje z poetą Jackiem Cyganem. Jego piosenki można usłyszeć w jego osobistym  wykonaniu, oraz m.in. takich artystów, jak: Grażyna Łobaszewska, Janusz Rewiński, Dorota Stalińska, Wały Jagiellońskie, a także kabaret Pigwa Show. Od 1999 do 2006 r. na stałe współpracował z Hanką Bielicką.
W 1990 roku stworzył muzykę do spektaklu Dobry diabełek w reżyserii Mirosława Kuleszy wystawionym w Teatrze Lalek Arlekin w Łodzi.
Ostatnie dokonania to autorska płyta Cienie, utrzymana w klimacie ballady i bossa novy – nominowana do tytułu albumu roku w konkursie Fryderyki 2001, w kategorii poezja śpiewana / piosenka autorska. W 2017 wydał autorską płytę Dwie Dusze.

## Najważniejsze piosenki
- „Cienie”
- „Kołysanka dla naszej Basi”
- „Samba sikoreczka”
- „Star-a-nie”
- „Za szybą”